# Turpinia affinis
Turpinia affinis là một loài thực vật có hoa trong họ Staphyleaceae. Loài này được Merr. & L.M. Perry miêu tả khoa học đầu tiên năm 1941.